# Agneza Akvitanska
Agneza Akvitanska (kraj 1072. – 6. lipnja 1097.) bila je navarska kraljica, kći vojvode Vilima VIII. i njegove treće supruge, polusestra kraljice Ines Akvitanske.
Njezin je muž bio kralj Petar I. Aragonski i Navarski, a djeca su im bila:
- Petar (umro 1103.)
- Izabela (umrla 1104.)

Nakon njezine smrti, Petar je oženio ženu imenom Berta.